# Jie Fej
Jie Fej (čínsky pchin-jinem Yè Fēi, znaky zjednodušené 叶飞; 7. května 1914 — 18. dubna 1999) byl čínský voják a politik, místopředseda stálého výboru Všečínského shromáždění lidových zástupců (parlamentu, 1983–1993), předtím politický komisař (1979–1980) a velitel (1980–1982) čínského námořnictva, ministr dopravy (1975–1979). Do Komunistické strany Číny vstoupil doku 1932, účastnil se bojů občanské války i války s Japonskem, na konci válek roku 1949 velel komunistickým vojskům v provincii Fu-ťien. Poté působil ve Fu-ťienu jako velitel (1949–1957) a politický komisař (1949–1967) tamních vojsk, první tajemník provinčního výboru KS Číny (1954–1967) a předseda provinční vlády (guvernér provincie, 1954–1959). Během kulturní revoluce byl pronásledován. Byl členem širšího vedení KS Číny jako kandidát (1956–1966 a 1973–1977) a člen (1966–1969 a 1977–1987) ústředního výboru.

## Život
Jie Fej se narodil 7. května 1914 ve městě Tiaong na ostrově Luzon na Filipínách jako Sixto Mercado Tiongco. Jeho otec Jie Sun-wej, drobný obchodník, pocházel z Nan-anu v čínské pobřežní provincii Fu-ťien, matka Francisca Mercado byla Filipínka španělského původu. V roce 1918 se Jie Fej se svým otcem a nejstarším bratrem vrátil do Fu-ťienu, kde od roku 1926 navštěvoval střední školu Sia-menu. Roku 1928 vstoupil do Komunistického svazu mládeže Číny a soustředil se na ilegální politickou práci. Od roku 1929 byl vedoucím propagandistického oddělení a zastupujícím tajemníkem fuťienského provinčního výboru svazu mládeže, také vedl organizaci svazu mládeže ve Fu-čou. Nakrátko byl zatčen a vězněn; roku 1932 vstoupil do Komunistické strany Číny.
V roce 1933 odešel do hor východního Fu-ťienu na pomezí s Če-ťiangem, aby se tam podílel na vytvoření revoluční základny a partyzánských jednotek Rudé armády. Roku 1935 stál v čele revoluční základny jako tajemník východofuťienského zvláštního výboru KS Číny, předseda východofuťienského vojensko-politického výboru, politický komisař východofuťienské samostatné divize Rudé armády a předseda východofuťienské sovětské vlády. Po příchodu oddílů Su Jüa a Liou Jinga se s nimi spojil. Roku 1937 byli partyzáni východního Fu-ťienu reorganizování v 6. pluk 3. oddílu Nové 4. armády, a Jie Fej stanul v čele pluku, který měl 1300 bojovníků. Roku 1939 byl pluk přejmenován na Ťiangnanskou lidovou protijaponskou dobrovolnickou armádu, Jie Fej byl zástupcem jejího velitele. Roku 1940 jeho jednotky překročily řeku Jang-c’-ťiang a Jie Fej velel 1. koloně Nové 4. armády v severním Ťiang-su. V následujících letech válčil v severním Ťiangsu přičemž jeho vojska byla různě reorganizována a přejmenovávána.
Koncem roku 1945 byla komunistická vojska z Ťiang-su stažena do Šan-tungu, většina odešla dále na sever do Mandžuska, část, včetně Jie Fejových oddílů, zůstala v Šan-tungu; tehdy velel 1. koloně Nové 4. armády, resp. od roku 1947 1. koloně Východočínské polní armády. V druhé polovině roku 1947 Východočínská polní armáda získala v Šan-tungu převahu nad kuomintangskými vojsky a začala útočil na jih, do An-chueje a Ťiang-su. Boje pokračovaly následujícího roku, začátkem roku 1949 Jie Fej povýšil na velitele 10. armády v 3. polní armádě (bývalé Východočínské polní armádě) a poté se s ní účastnil přechodu přes Jang-c’-ťiang a dobytí Šanghaje. V srpnu 1949 pak vytáhl do Fu-ťienu, který vzápětí obsadil.
Po vzniku Čínské lidové republiky na podzim 1949 zaujal pozice velitele a komisaře Fuťienské vojenské oblasti a místopředsedy fuťienské provinční lidové vlády, od konce roku 1951 byl prvním zástupcem tajemníka, zástupcem tajemníka a druhým tajemníkem fuťienského provinčního výboru KS Číny. Jako velitel vojsk ve Fu-ťienu řídil srážky s kuomintangskými jednotkami na ostrůvcích v průlivu mezi pevninou a Tchaj-wanem v první polovině 50. let.
Od října 1954 působil jako první tajemník fuťienského provinčního výboru KS Číny; téhož roku byl jmenován členem státního výboru obrany (znovu na další funkční období roku 1959 a 1965). Na X. sjezdu KS Číny roku 1956 byl zvolen kandidátem ústředního výboru téhož roku v doplňovacích volbách i poslancem Všečínského shromáždění lidových zástupců (do 1959). Od listopadu 1954 do roku 1959 současně předsedal lidové vládě provincie Fu-ťienu (od února 1955 byla vláda reorganizována v lidový výbor v čele s guvernérem). Při zavedení vojenských hodností roku 1955 dostal hodnost generálplukovníka. Roku 1956 byla Fuťienská vojenská oblast vyčleněna z Nankingského vojenského okruhu do samostatného Fučouského vojenského okruhu, jehož byl Jie Fej jmenován velitelem, ale už roku 1957 ho ve funkci velitele vojenského okruhu nahradil Chan Sien-čchu, politickým komisařem okruhu zůstal do kulturní revoluce. Od roku 1959 předsedal fuťienskému provinčnímu výboru Čínského lidového politického poradního shromáždění a po zřízení východočínského byra ÚV KS Číny roku 1961 se stal jedním z jeho tajemníků.
Během kulturní revoluce zpočátku postoupil z kandidátů na členy ústředního výboru (v srpnu 1966), ale roku 1967 byl jako údajný člen kliky Liou Šao-čchiho a Teng Siao-pchinga pronásledován a zbaven funkcí. Až na X. sjezdu KS Číny roku 1973 byl zvolen kandidátem ústředního výboru a ve vládě jmenované v lednu 1975 se stal ministrem dopravy. Na XI. sjezdu KS Číny roku 1977 byl zvolen členem ústředního výboru (znovuzvolen na XII. sjezdu KS Číny roku 1982, ve výboru setrval do roku 1987). V únoru 1979 přešel z ministerstva dopravy na místo prvního politického komisaře námořnictva Čínské lidové osvobozenecké armády a v lednu následujícího roku se stal velitelem námořnictva (do srpna 1982). Roku 1980 byl také v doplňovacích volbách podruhé zvolen poslancem Všečínského shromáždění lidových zástupců. V letech 1983 až 1993 zastával funkci místopředsedy stálého výboru Všečínského shromáždění lidových zástupců, předsedal výboru pro záležitosti zámořských Číňanů.
Zemřel v Pekingu 18. dubna 1999.